# ويليام جوزيف هاردي
ويليام جوزيف هاردي (بالإنجليزية: William Joseph Hardee)‏ ، من مواليد 12 أكتوبر سنة 1815م ، وتوفي بتاريخ 6 نوفمبر سنة 1873م ، وهو جنرال عسكري أمريكي شارك في الحرب الأهلية الأمريكية ، كما شارك في الحرب ضد القوات المكسيكية.

## وصلات خارجية
- ويليام جوزيف هاردي على موقع الموسوعة البريطانية (الإنجليزية)
- ويليام جوزيف هاردي على موقع إن إن دي بي (الإنجليزية)

- Military biography of William J. Hardee West Point
- Chisholm, Hugh, ed. (1911). "Hardee, William Joseph" . Encyclopædia Britannica (بالإنجليزية) (11th ed.).

 "Hardee, William Joseph". الموسوعة الأمريكية. 1920. {{استشهاد بموسوعة}}: يحتوي الاستشهاد على وسيط غير معروف وفارغs: |HIDE_PARAMETER15=، |HIDE_PARAMETER4=، |HIDE_PARAMETER2=، |HIDE_PARAMETER21=، |HIDE_PARAMETER8=، |HIDE_PARAMETER17=، |HIDE_PARAMETER20=، |HIDE_PARAMETER5=، |HIDE_PARAMETER7=، |HIDE_PARAMETER16=، |HIDE_PARAMETER3=، |HIDE_PARAMETER22=، |HIDE_PARAMETER14=، |HIDE_PARAMETER13=، |HIDE_PARAMETER11=، |HIDE_PARAMETER10=، |HIDE_PARAMETER6=، |HIDE_PARAMETER9=، |HIDE_PARAMETER1=، |HIDE_PARAMETER23=، |HIDE_PARAMETER18=، |HIDE_PARAMETER19=، و|HIDE_PARAMETER12= (مساعدة)